# 奧內米亞鎮區 (明尼蘇達州密爾湖縣)
奧內米亞鎮區（英語：Onamia Township）是位於美國明尼蘇達州密爾湖縣的一個行政鎮區。

## 地方資料
奧內米亞鎮區的面積為93.60平方千米，當中陸地面積為92.55平方千米，而水域面積為1.05平方千米。根據2020年美國人口普查的數據，當地共有人口580人，而人口密度為每平方千米6.2人。